# گوآیارامرین
گوآیارامرین (به اسپانیایی: Guayaramerín Municipality) یک شهرداری در بولیوی است که در استان بنی واقع شده‌است. گوآیارامرین ۴۰٬۴۴۴ نفر جمعیت دارد.